# 日生中央站
日生中央站（日语：／ Nissei-chuo eki */?）是位於兵庫縣川邊郡豬名川町松尾台，能勢電鐵的日生線車站，車站編號為NS21。站名「日生」取自於阪急日生新市鎮的開發者日本生命保險。

## 概要
車站位於川西市的邊界。實施位於豬名川町內，為該町唯一車站，同時為日生線的終點站。
此站是能勢、阪急寶塚本線最優等列車特急「日生特快」的起終點站。該列車可直接進入大阪市。在車站啟用當初，設有在能勢電鐵車站中唯一設有阪急款式的站名牌。
在2001年（平成13年），此站被選為第2次近畿車站百選車站。
車站鄰近京都府龜岡市和南丹市，上述兩市的居民前往大阪方向時，會駕駛私家車會往車站附近的停車場，因此此站較多人使用。

## 歷史
- 1978年（昭和53年）12月12日 - 車站啟用[2]。
- 1997年（平成9年）11月17日 - 特急「日生特快」開始運行[2]。

## 車站構造

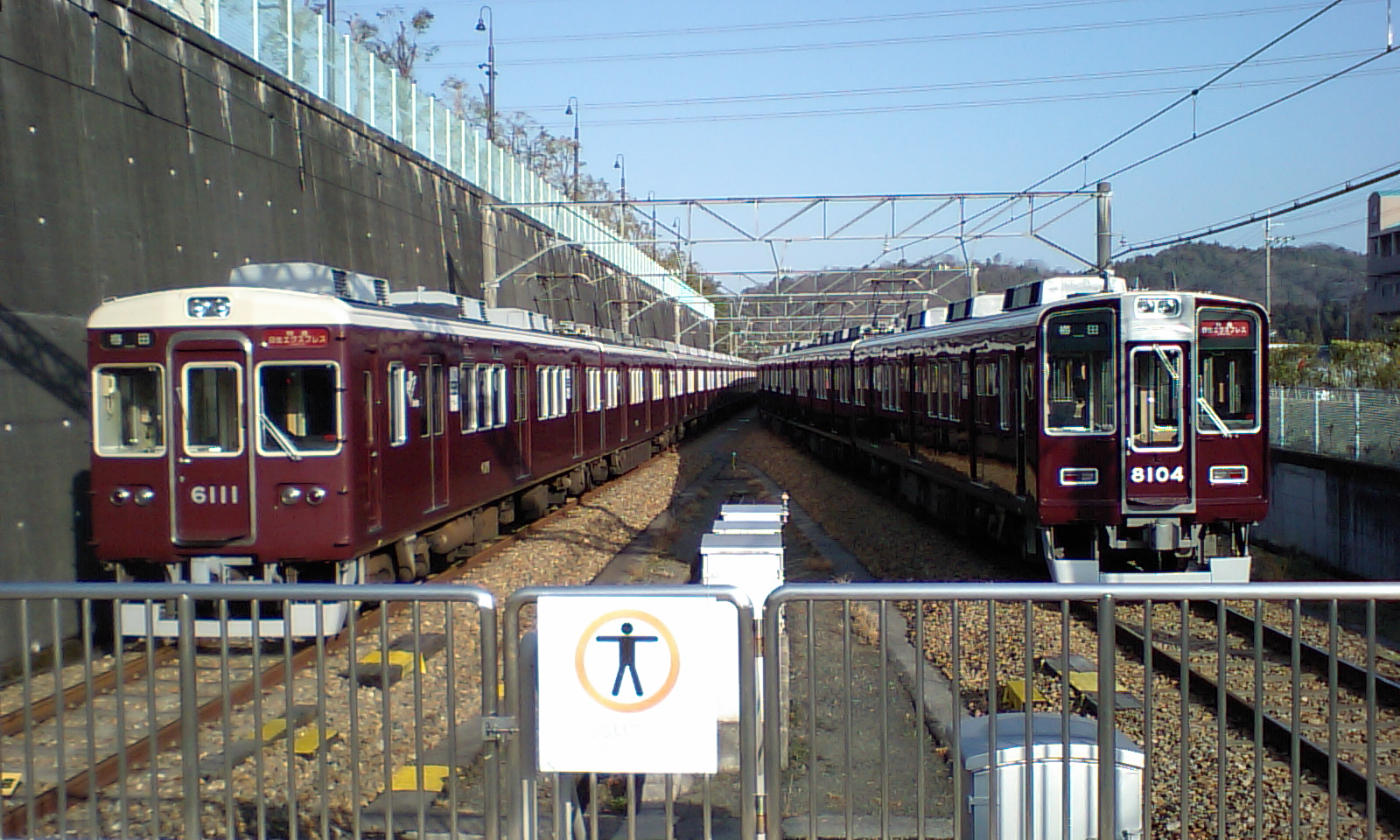
在留置線中等待出發的阪急6000系（左）和8000系（右）

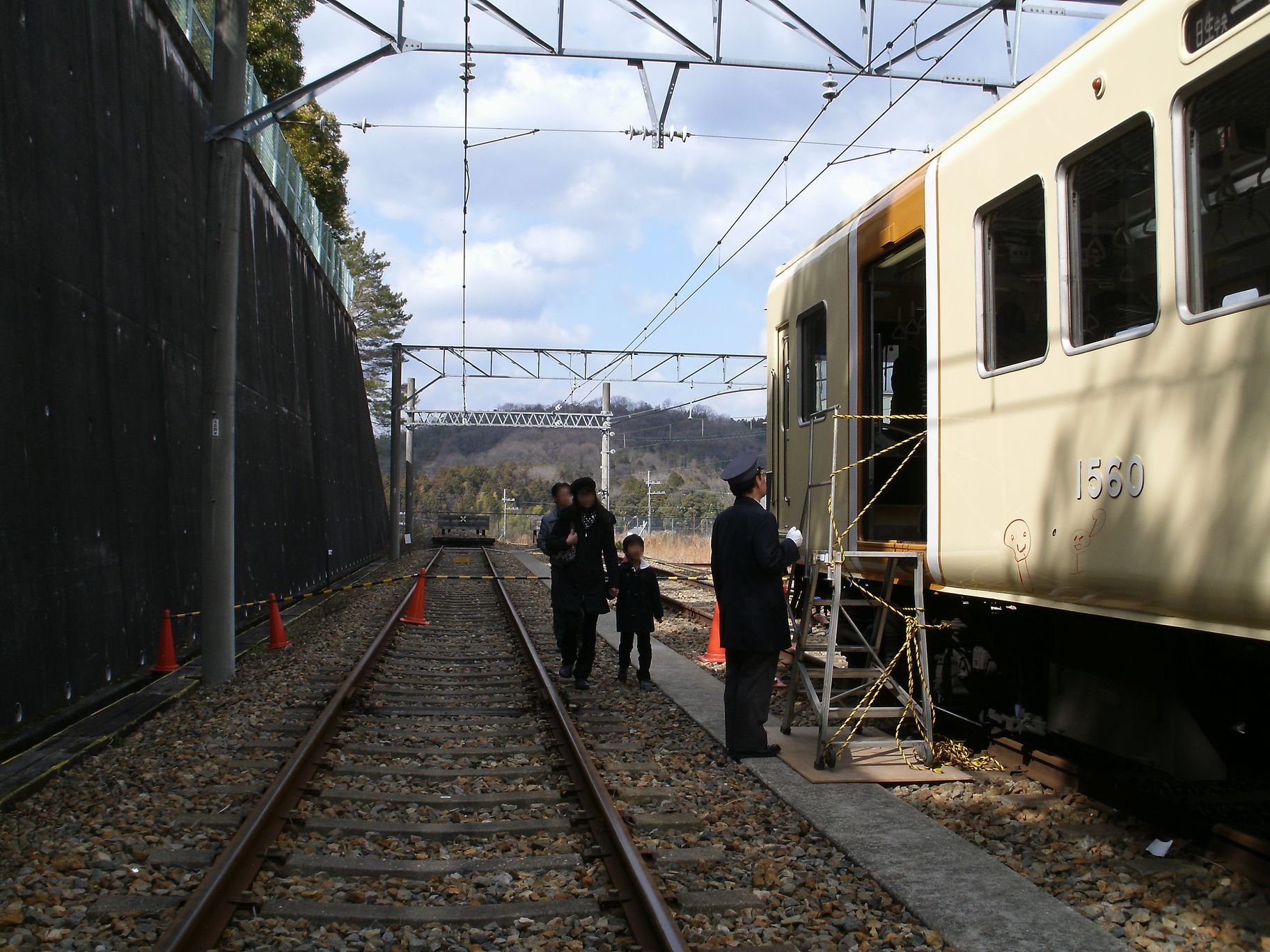
在留置線末端設有止衝擋

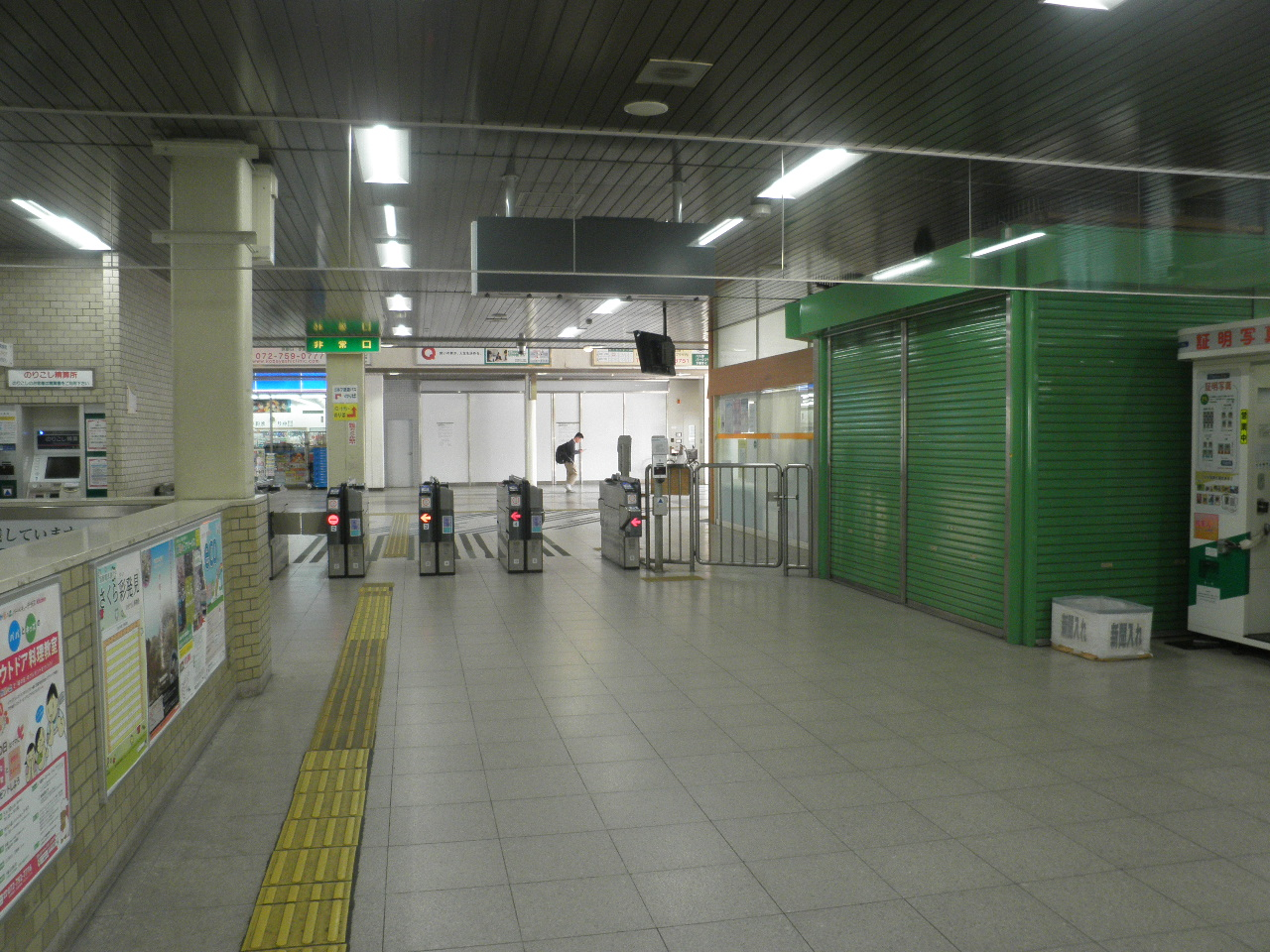
閘口無人當值

車站是一座地面車站，設有1面2線的島式月台和1面1線的單式月台。此站設有跨站式站房。在車站啟用當初已經是無人車站，此站沒有車站事務室。
在冬季（12月中旬至2月）和夏季（2008年以後），為了保持車內溫度，3門車廂中，中間車門不會開啟（部分時段，停車時間較短的班次除外）。這個措施也適用於使用阪急車輛運行的日生特快。
於平日上午，閘口內的商店會進行營業。在2011年（平成23年）3月，由於經營問題而關閉。在閘口外設有羅森便利店。於閘口內設有廁所（包括多功能廁所）。
此站只有一處閘口，以及南北兩方的出入口。由於地形關係，南出口與大堂相同高度，北出口與月台相同高度。北出口的道路和車站月台使用切割結構建成。因此北出口連接行人天橋。
| 月台 | 路線   | 方向                 | 備註                                                                     |
| ---- | ------ | -------------------- | ------------------------------------------------------------------------ |
| 1    | 日生線 | 山下、川西能勢口方向 | 主要為前往川西能勢口的列車和日生特快                                     |
| 2    | 日生線 | 山下、川西能勢口方向 | 主要為前往山下，以及8時17分出發的日生特快班次 2卡編成的列車會停靠2號月台 |

月台可容納8卡編成。2號月台一端為彎位。
日間2座月台相互使用。另一方面，月台上的列車準備出發前，另一個月台會有列車進站。因此，經常會有一架列車於月台等候。在乘車專用月台上設有候車室，上述已經提及，候車室較多乘客使用。
在月台後方還有2條留置線。這是由於已經預留位置建設前往西邊的豬名川Park Town（後來由於環境問題而中止計劃）。
於此站到達的日生特快列車下客後，會進行後方的留置線等待行走下一班次。在假日前日以外的尾班車中，日生特快列車到達1號月台後會停泊在留置線（夜間停泊），等候翌日早上班次日生特快。另外，2號月台側設有留置線，平日和假日共有列車進行夜間停泊。

## 利用狀況
在2008年度，1日平均上下車次為12,303人（乘車人次：6,238人，下車人次：6,065人）。於日生中央站附近設有停車場和單車停泊場，也有接送專用的車道。此站設有泊車轉乘設施。
以下為各年度特定日的1日上下車、乘車人次。
| 年度               | 平日限定 上下車人次 | 平日限定 乘車人次 |
| ------------------ | ------------------- | ----------------- |
| 1989年（平成元年） | 10,411              | 5,427             |
| 1991年（平成03年） | 11,836              | 5,931             |
| 1995年（平成07年） | 15,244              | 7,763             |
| 2000年（平成12年） | 15,061              | 7,572             |
| 2003年（平成15年） | 12,423              | 6,295             |
| 2005年（平成17年） | 12,246              | 6,284             |
| 2007年（平成19年） | 12,489              | 6,386             |
| 2008年（平成20年） | 12,303              | 6,238             |

## 車站周邊
- 阪急日生新市鎮（日语：阪急日生ニュータウン）[1]
  - 南出口側設有松尾台，北出口側設有伏見台、美山台、丸山台（除了伏見台以外均位於川西市內）。
- 日生中央Sapier（日语：日生中央サピエ）[1]
- 日生中央中心大廈（日语：日生中央センタービル）
- 豬名川町公所
  - 日生住民中心 （页面存档备份，存于）（日語）
  - 日生中央站前情報廣場INAGAWA （页面存档备份，存于）（日語）
- 大龜
- K's電機（日语：ケーズホールディングス）
- 山之原高球俱樂部
  - 「鶴屋高爾夫公開賽（日语：つるやオープンゴルフトーナメント）」比賽場地。
- 鶯池公園（日语：うぐいす池公園）
- 豬名川町立松尾台小學（日语：猪名川町立松尾台小学校）
- 兵庫縣道68號川西三田線（日语：兵庫県道68号川西三田線）（北攝里山街道）

## 巴士路線
所有巴士均由阪急巴士運行，均於南出口的迴旋路出發。車站大樓與巴士站之間設有上蓋通道。
另外，除了巴士迴旋路外，車站南北兩處設有接送車專用的迴旋路。
- 1號乘車處（杉生線（日语：阪急バス猪名川営業所#杉生線））
  - 41系統 前往杉生（經北田原、六瀨分所前）
  - 22系統 前往阪急川西能勢口（經豬名川町公所前、清和台營業所、多田神社（日语：多田神社）前、川西市政廳前）

- 2號乘車處（豬名川Park Town線（日语：阪急バス猪名川営業所#猪名川パークタウン線）、杜鵑丘線（日语：阪急バス猪名川営業所#つつじが丘線））
  - 6系統 前往阪急川西能勢口、JR川西池田（經白金三丁目、Park Plaza前、杜鵑丘、清和台、鶯台、萩原台）
  - 7系統 前往阪急川西能勢口（經大原公園前、Park Plaza前、杜鵑丘、清和台、鶯台、萩原台。只於平日早上服務，該時段替代6系統。急行班次）
  - 8系統 前往阪急川西能勢口（經白金三丁目、杜鵑丘、清和台、鶯台、萩原台。只於平日早上服務，該時段替代6系統。急行班次）
  - 9系統 前往杜鵑丘（循環線）→前往阪急川西能勢口（經大原公園前、杜鵑丘循環線，經清和台、鶯台、萩原台）
  - 63、64系統：前往Park Town中央、若葉二丁目（經紫合、白金三丁目）

- 3號乘車處（豬名川町公共施設循環巴士（日语：猪名川町公共施設循環バス）「親睦巴士」，只於特定日子服務）
  - 藍路線（星期一、三、五服務）
    - 前往杉生（經豬墳川町公所、AEON Mall猪名川（日语：イオンモール猪名川）、Yuai中心、故鄉館、六瀨分所前、杉生）、豬渕口

  - 綠路線（星期一、四、五服務）
    - 前往Yuai中心、槻並仁部上（伏見台循環，經豬名川町公所、AEON Mall猪名川、Yuai中心、槻並大橋）、內馬場

  - 紅路線（星期二、四、六服務）
    - 前往杉生（經豬名川町公所、AEON Mall猪名川、Yuai中心、故綠館、六瀬分前、杉生）、豬渕口

  - 黃路線（星期二、四、六服務）
    - 前往上肝川（經伏見池公園、豬名川公所、AEON Ma}}豬名川、Yuai中心、杜鵑丘循環）、AEON Mall豬名川 經（Yuai中心）

- 4號乘車處（{{Translink|ja|阪急バス猪名川営業所#日生ニュータウン線|阪急巴士豬名川營業所#日生新都市線|日生新新市線]]）
  - 63系統：前往伏見池公園前（經伏見台配水池前）
  - 64系統：前往伏見池公園前（經深山池公園南、美山台三丁目経由）
  - 65系統：鍾琴良之丘循環（經深山池公園南→丸山台三丁目経由）
  - 66系統：前往伏見池公園前（經深山池公園南、丸山台三丁目、鐘琴之丘）

## 相鄰車站
能勢電鐵
 日生線
■普通、■日生特快
山下（NS10）－日生中央（NS09）
- 在此站至山下站之間建義建設新站。

## 注腳
1. 1 2 3 4 5 6 7 8 9  . 神戸新聞総合出版センター. 2012-12-10: 152. ISBN 9784343006745 （日语）.
2. 1 2 3 4  曾根悟（監修）. 朝日新聞出版分冊百科編集部（編集） , 编. . 週刊朝日百科. 14号 神戸電鉄・能勢電鉄・北条鉄道・北近畿タンゴ鉄道. 朝日新聞出版. 2011-06-19: 15,17 （日语）.
3. ↑   (PDF). 能勢電鉄.   [2021-05-08]. （原始内容存档 (PDF)于2021-08-03）.（日語）
4. ↑  . 阪急巴士.   [2021-04-20]. （原始内容存档于2021-04-19） （日语）.

## 外部連結
- 日生中央台站 （页面存档备份，存于）（日語）
- 日生中央巴士站（（日語）日生中央巴士）